# 圣马丁欧布瓦
圣马丁欧布瓦（法語：Saint-Martin-aux-Bois）是法国瓦兹省的一个市镇，位于该省北部，属于克莱蒙区。该市镇总面积9.31平方公里，2009年时的人口为289人。

## 人口
圣马丁欧布瓦人口变化图示